# Miagrammopes caudatus
Espèce
Miagrammopes caudatus est une espèce d'araignées aranéomorphes de la famille des Uloboridae.

## Distribution
Cette espèce est endémique du Queensland en Australie.

## Publication originale
- Keyserling, 1890 : Die Arachniden Australiens. Nürnberg, vol. 2, p. 233-274 (texte intégral).